# Cytheropteron pseudomontrosiense
Cytheropteron pseudomontrosiense är en kräftdjursart som beskrevs av Robin C. Whatley och Francis Masson 1979. Cytheropteron pseudomontrosiense ingår i släktet Cytheropteron och familjen Cytheruridae. Inga underarter finns listade i Catalogue of Life.